# Adeonella patagonica
Adeonella patagonica är en mossdjursart som beskrevs av Hayward 1988. Adeonella patagonica ingår i släktet Adeonella och familjen Adeonellidae. Inga underarter finns listade i Catalogue of Life.